# تأثيرات التغير المناخي على الحيوانات الأرضية
لقد كان لتغير المناخ تأثير كبير ومباشر على الحيوانات البرية، وذلك لكونه محركًا رئيسيًا لعمليات ظهور كائنات جديدة وعمليات الانقراض. وأفضل مثال معروف على ذلك هو تدهور الغابات المطرية المكونة للفحم، الذي حدث قبل 350 مليون عام. أهلك هذا الحدث الحيوانات البرمائية وحفّز تطور الزواحف.
تغير المناخ هو حدث طبيعي يتكرر عبر التاريخ. ومع ذلك، وبسبب تزايد انبعاثات ثاني أوكسيد الكربون في الغلاف الجوي للأرض، حدث تغير مفاجئ في المناخ. من المحتمل أن الغازات الدفيئة بشرية المنشأ، هي من أثرت تأثيرًا كبيرًا على المناخ العالمي منذ نحو 8,000 قبل الحاضر (فان هوف 2006).
كان للحيوانات ردود أفعال معينة تجاه التغير المناخي. تستجيب جميع أنواع الكائنات للتغيرات المناخية إما عن طريق الهجرة أو التكيف، ولكنها تواجه الموت في حال عدم بلوغها أحد الخيارين. يمكن لهذه الهجرات أحيانًا أن تتبع درجة الحرارة والارتفاع والتربة المفضلة للحيوان. تتحرك التضاريس أيضًا بسبب تغير المناخ. يمكن أن يكون التكيف إما وراثيًا أو فينولوجيًا، ويمكن أن يندثر نوع محلي فقط (دراسة الأحداث البيولوجية) أو نوع كامل في كل مكان، وتُعرف هذه العملية باسم الانقراض.
من المتوقع أن تؤثر التغيرات المناخية على الكائنات الحية الفردية والجماعية وتوزيعات الأنواع وتكوين النظام الإيكولوجي، وتعمل بشكل مباشر (على سبيل المثال، زيادة درجات الحرارة والتغيرات في هطول الأمطار) وبشكل غير مباشر (من خلال تغير شدة المناخ وتكرار الاضطرابات مثل حرائق الغابات والعواصف الشديدة) (الفريق الحكومي الدولي المعني بتغير المناخ  2002).
لدى كل كائن حي مجموعة مميزة من الأولويات أو المتطلبات، نمط حياتي وتنوع حيوي مرتبط بتنوع نمط بيئات الحيوانات الملائمة. ويمكن أن يشمل هذا أو يتأثر بدرجات الحرارة والجفاف وتوافر الموارد ومتطلبات العيش وتجزؤ الموطن والفرائس وخصائص التربة والمنافسين والمُلقحات. منذ أن كانت العوامل المشّكلة للبيئة الملائمة، معقدة ومترابطة فيما بينها، تكبدت البيئات الملائمة للعديد من الحيوانات آثار التغير المناخي (بارميزان يوهي 2003).
أظهرت إحدى الدراسات التي أجراها كاميل بارميزان وجاري يوهي من جامعة تكساس في أوستن، البصمة العالمية للتغير المناخي على النظم الطبيعية. سُجلت نتائج تحاليلهم العالمية لثلاثمئة وأربع وثلاثين نوعًا لإثبات الارتباط بين الأنماط التي تتوافق مع تغير المناخ العالمي في القرن العشرين. باستخدام «مستويات الثقة» اللجنة الدولية للتغيرات المناخية، أثبتت هذه الدراسة تغيرات سلوكية مهمة غير عشوائية بسبب تغير المناخ العالمي مستوى ثقة عال جدًا (> 95%). علاوة على ذلك، أظهرت دقة التغير في الأنواع تغيرًا متوقعًا للأنواع استجابة لتغير المناخ بنسبة 74-91 %.

## التأثير المباشر

### تجزؤ الموطن
أثناء تدهور الغابات المطرية المكونة للفحم، دُمرت الغابات المطرية الشاسعة في أوروبا وأمريكا، وتجزأت إلى «جزر» صغيرة في منظر طبيعي أقل تنوعًا. أهلك هذا الحدث الحيوانات البرمائية وحفز تطور الزواحف.

### زيادة درجات الحرارة
«لا يؤمن متوسط التغيرات في درجات الحرارة بحد ذاته، التنبؤات حول العواقب البيئية. لقد تغير متوسط درجات الحرارة في مناطق خطوط العرض المرتفعة أكثر من المناطق المدارية، ولكن من المرجح أن تكون أنواع الكائنات المدارية أكثر حساسية لتغيرات درجات الحرارة، وليست الدرجات المعتدلة» (الفريق الحكومي الدولي المعني بتغير المناخ 2008). معامل درجة الحرارة كيو10، هو معدل تغير النظام البيولوجي أو الكيميائي نتيجة لزيادة درجة الحرارة بمقدار 10 درجات مئوية.

### حالة الطقس القاسية
ستواجه الكائنات البرية مع ارتفاع درجات الحرارة في العالم، ظروفًا جوية أكثر تواترًا وشدة، مثل الجفاف والعواصف الثلجية وموجات الحر والأعاصير وذوبان الأنهار الجليدية والجليد البحري. ستتسبب هذه الظروف الجوية القاسية بالعديد من المشاكل التي تتعرض لها الحياة البرية الأرضية، إذ ستتأثر المواطن المعتادة للكائنات الحية بشكل كبير، ما سيؤدي إلى انقراضها أو هجرتها إلى مكان آخر أو إيجاد طرق للتكيف مع ظروفها الجديدة. تختلف الاستجابات البيئية بناءً على الموقف. وقد ظهر ذلك حتى في دراسة أجريت عام 2018 في جامعة كوينزلاند، إذ أُجري أكثر من 350 دراسة بالملاحظة على مجموعات الحيوانات البرية (لأكثر من عام)، فأظهرت النتائج وجود علاقة إيجابية بين زيادة الظروف الجوية القاسية في النظم الإيكولوجية وانخفاض عدد الكائنات أو انقراضها.

### الفينولوجيا: دراسة الأحداث البيولوجية
تدرس الفينولوجيا دورات حياة الحيوانات أو النباتات تحت تأثير التغيرات المناخية الموسمية أو العامة. قد تكون استجابة الكائنات لتغير المناخ وراثية أو غير وراثية.
يسعى الباحثون لاستكشاف طرق تحسين نسل الماشية مثل الدجاج والديك الرومي والخنازير لتتأقلم وتقاوم الحرارة بشكل أفضل.